# 重庆动物园
重庆动物园位于重庆市九龙坡区杨家坪街道，距市中心8公里，海拔240—305.8米。占地面积45公顷，是重庆市较大的综合性公园，是中國境內饲养大熊猫最多的三个动物园之一，是大熊猫繁殖基地，也是国家华南虎繁殖中心种群基地。国家AAAA级旅游景区、2009年入选国家重点公园。

## 历史
1949年前，动物园为一处私人园林，始建于1953年，1954年辟为公园，取名西区公园，1955年1月24日正式对外开放，展出动物11种60只。1960年11月1日，西区公园正式更名为重庆动物园，这时已经能展出动物103种589只。到1966年，动物园饲养展出动物达137种735只，初步达到中型动物园的规模。
目前重庆动物园常年展出的动物有230余种，总计4000多只。年均接待中外游客近200万人次，其中每年外宾10万人次。

## 场馆
拥有儿童游乐区、鸟禽区、中心休闲区、猛兽区、草食动物区、科普区、后山休闲区7个功能分区。

## 交通
位于重庆轨道交通2号线动物园站旁边。

## 画廊

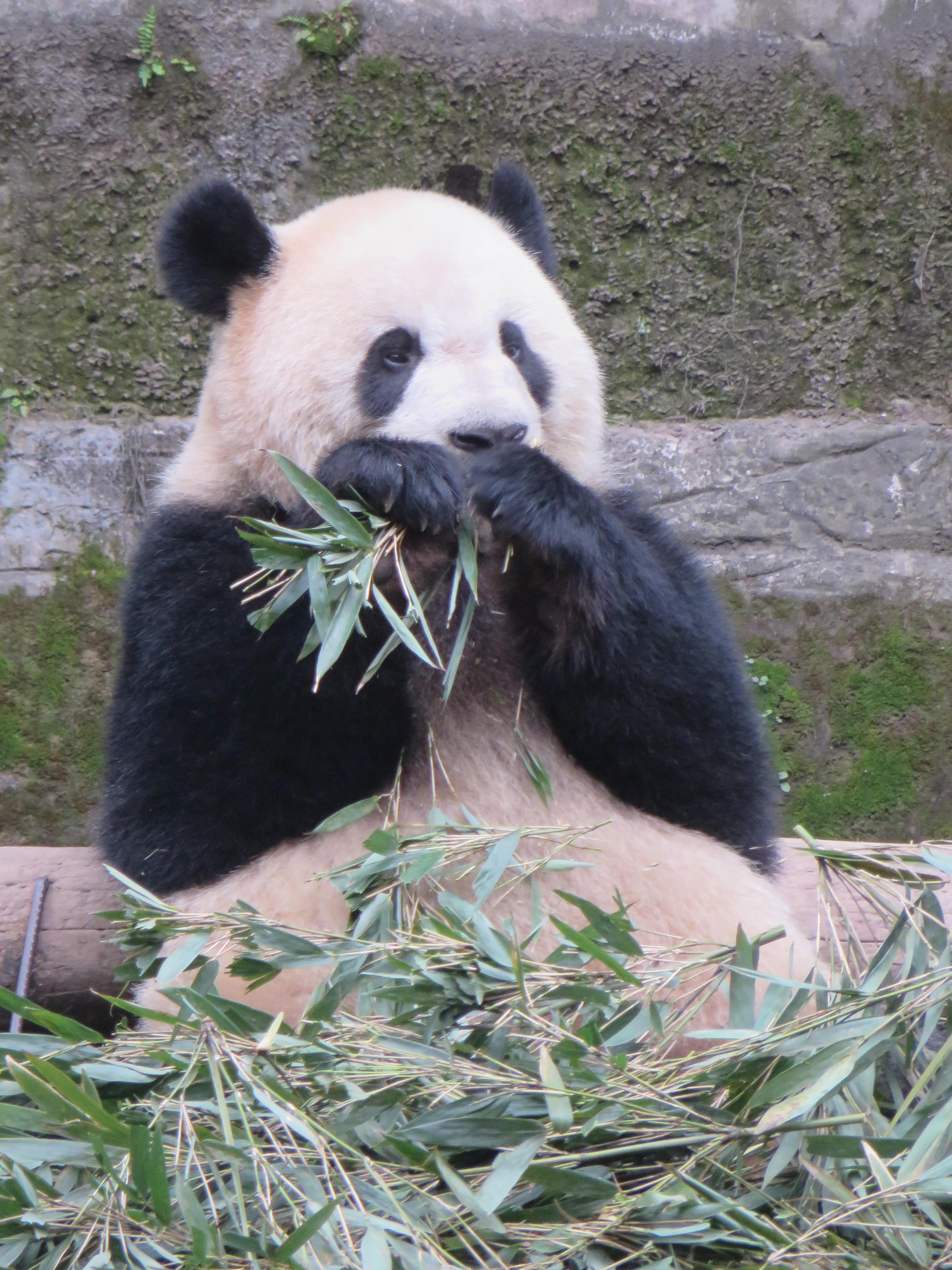
大熊猫莽子
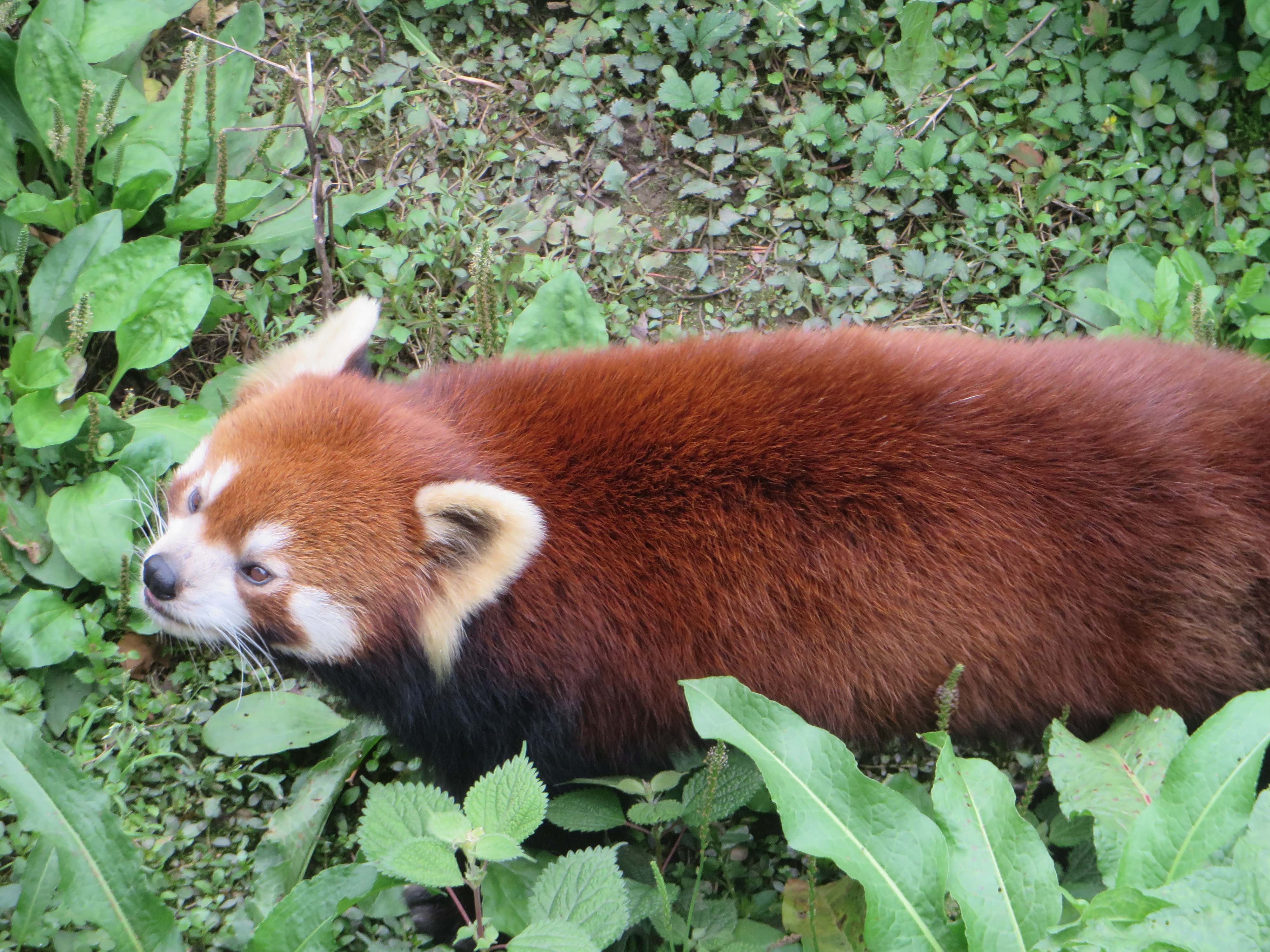
小熊猫
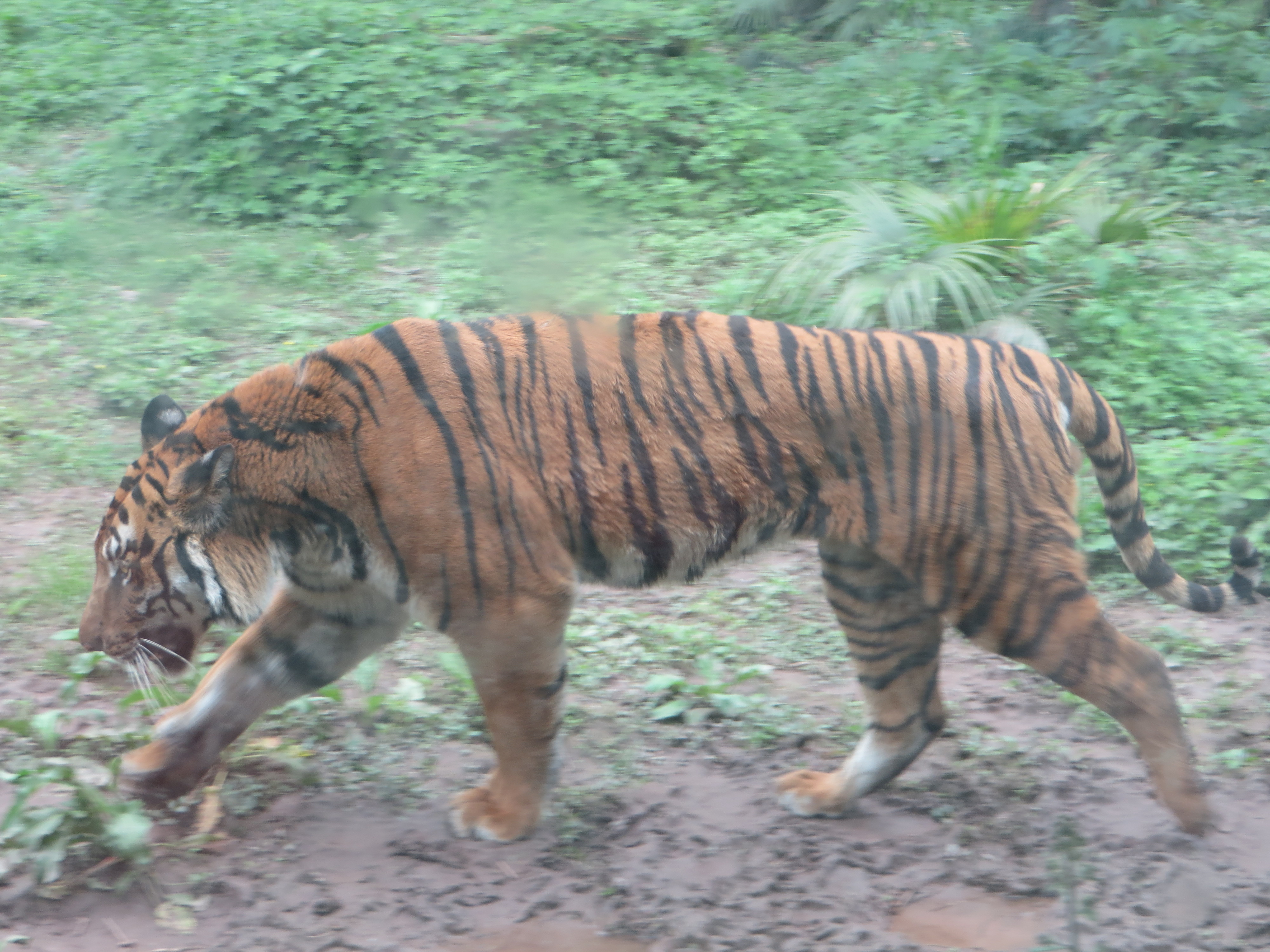
华南虎
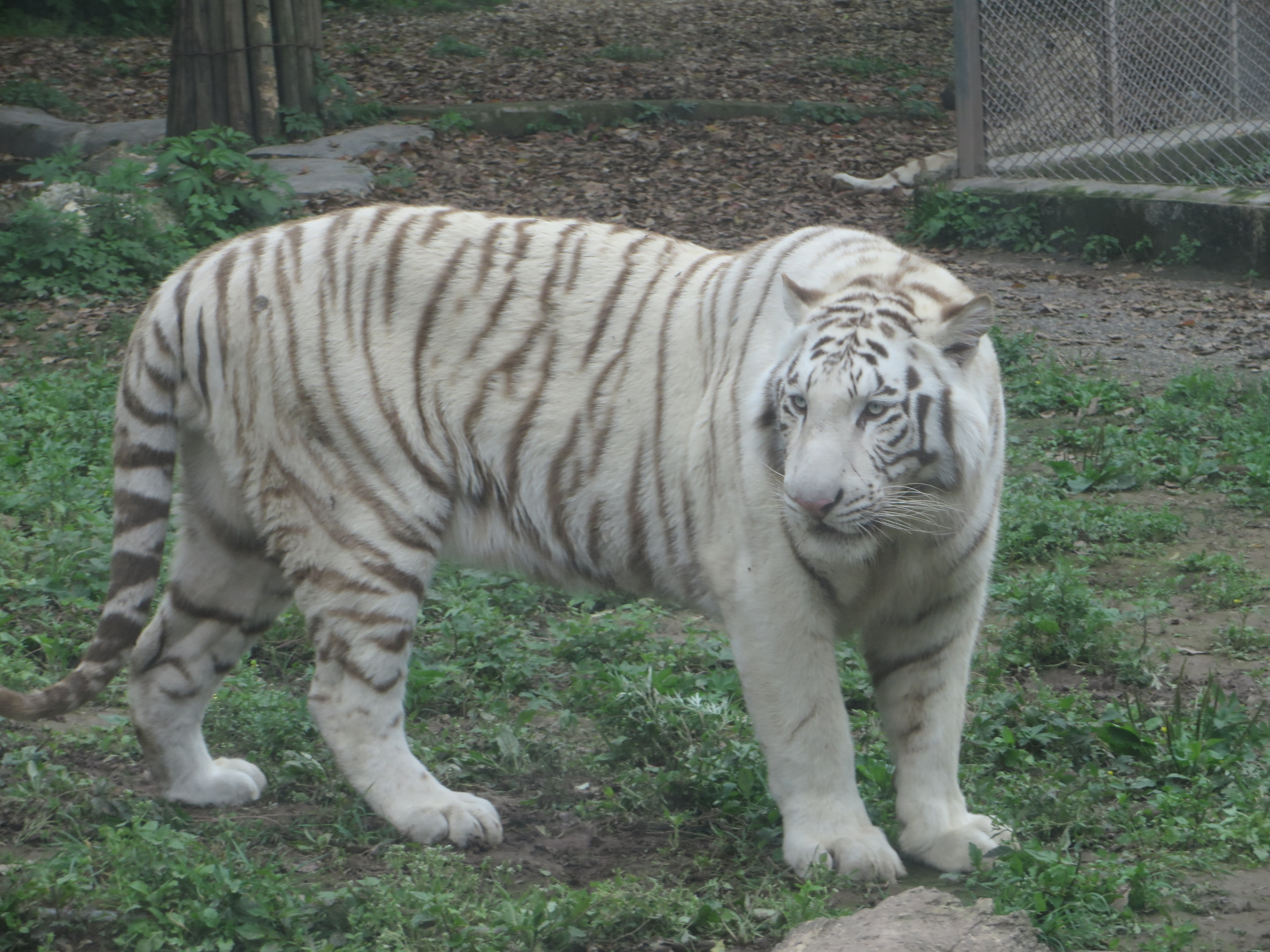
白虎